# Valentiové Gonzagové
Valentiové byli starobylý urozený rod z Mantovy langobardského původu. Do Mantovy přišli ve 14. století.

## Historie
V roce 1518 se mantovský markýz František II. Gonzaga získal za poskytnuté služby výsadu připojit ke svému příjmení Gonzaga, a od té doby nosil jméno Valenti Gonzaga.

## Erb
Rodový erb tvořil čtvrcený štít s černým dvouhlavým korunovaným orlem ve zlatém poli, červeným lvem vyrůstajícím z modré krajiny ve stříbrném poli. V srdci erbu byl zlatý štít se svěma svislými modrými kůly.

## Význační členové rodu

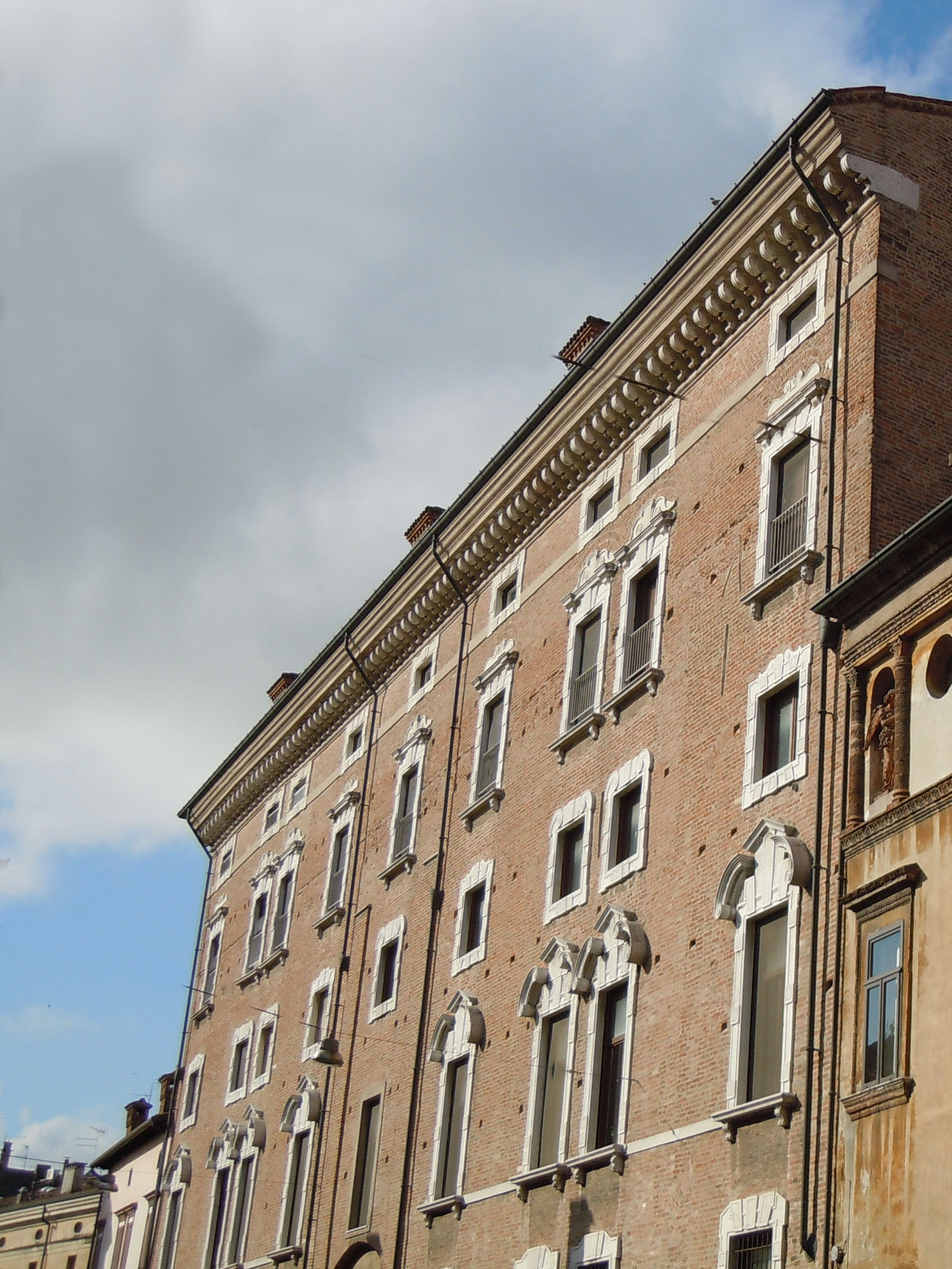
Mantova, Palazzo Valenti Gonzaga

Mezi nejvýznamnější členy rodu patřili:
- Valente Valenti (15. století), rytíř ve službách Gonzagů
- Ottavio Valenti (1579–1630), markýz
- Carlo Valenti (17. století), markýz, státní ministr vévody Ferdinanda Karla Gonzagy[2]
- Odoardo Valenti Gonzaga (17. století), vyslanec vévody Karla II. v Benátské republice a rytíř řádu Vykupitele
- Silvio Valenti Gonzaga (1690–1756), kardinál státní tajmník a kurátor uměleckých děl
- Lucrezia Valenti Gonzagová (1720–1775), neteř kardinála Silvia Valentiho Gonzagy, provdala se za Bonaventuru Guerrieriho Gonzagu, důstojníka císařské armády
- Luigi Valenti Gonzaga (1725–1808), kardinál
- Teresa Valenti Gonzagová (1793–1871), provdaná za hraběte Francesca Arrivabeneho, zakladatelka aliančního rodu Arrivabene Valenti Gonzaga

## Majetek
- Palazzo Valenti Gonzaga v ulici Pietro Frattini (Cervo) v Mantově, vystavěný v 16. století, v roce 1670 barokně přestavěná vlámským architektem Fransem Geffelsem.